# 西狭颂摩崖石刻
西狭颂摩崖石刻，位于中国甘肃省陇南市成县抛沙镇丰泉村天井山峡谷中，刻于东汉建宁四年（171年），由仇靖撰文、书写，全称汉武都太守汉阳阿阳李翕西狭颂，又称汉武都太守李翕西狭颂、李翕颂、惠安西表摩崖。由题额、正文、“五瑞图”及题名组成。顶部为“惠安西表”四字篆书题额。正文阴刻汉隶，表文形式，高2.2米，宽3.4米，共12行385字，内容为赞颂汉武都太守李翕修建西狭栈道的政绩。正文后有小字题名。正文右侧为《五瑞图》，高1.1米，宽2.1米。《西狭颂》与《石门颂》《郙阁颂》并称“汉三颂”。2001年6月25日公布为第五批全国重点文物保护单位；2019年10月7日西狭古栈道遗址及题刻并入，更名为西狭古栈道及摩崖石刻。